# Hipposideros hypophyllus
El murciélago nariz de hoja de Kolar (Hipposideros hypophyllus) es una especie de murciélago de la familia Hipposideridae. Es endémica de la India. Su hábitat natural son los bosques secos tropicales o subtropicales y cuevas. Se encuentra en una sola cueva en la India y su población es de menos de 200 individuos.

## Taxonomía
Esta especie fue descrita en 1994. Los murciélagos Hipposideros del sur de Asia se dividen en grupos de especies estrechamente relacionados. El murciélago nariz de hoja de Kolar se coloca en el grupo de especies "bicolor", que se caracteriza por la ausencia de folíolos secundarios en la hoja nasal y una longitud de antebrazo de 33-44 mm. Está más estrechamente relacionado con el murciélago de hoja redonda de Cantor y el murciélago de nariz de hoja leonado; estas tres especies forman un clado del género Hipposideros.

## Descripción
Su antebrazo mide 38-49 mm de largo. El pelaje de su espalda es de color variable, con los pelos de algunos individuos con puntas de color marrón grisáceo, mientras que los pelos de otros tienen puntas de color marrón rojizo. El pelaje de la superficie ventral tiene puntas de color blanco o café anaranjado claro. Su hoja nasal tiene dos folpiolos suplementarios que se proyectan desde debajo de los lados de la hoja nasal delantera. Sus orejas miden 16.7-17.7 mm de largo; su cola mide 23.3-24.3 mm de largo; sus patas traseras miden 6.7-6.9 mm; su hoja nasal mide 5.5-5.8 mm de ancho.

## Biología
Usa su ecolocalización en frecuencias de 103–105,3 kHz. Durante el día descansa en cuevas. Se ha documentado que comparte un lugar de descanso con varias otras especies de murciélagos, incluido el murciélago de nariz de hoja de Khajuria (Hipposideros durgadasi), el murciélago de hoja redonda de Fulvus (Hiposideros fulvus) y el murciélago de nariz de hoja de Schneider (Hiposideros speoris). Acumula grasa en los meses de invierno, lo que sugiere que puede utilizar el letargo en los meses más fríos. Se han observado hembras embarazadas y lactantes a finales del verano.

## Distribución y hábitat
Se conoce de una sola cueva en la aldea de Hanumanahalli en el distrito de Kolar del estado de Karnataka en India. Su cueva se describe como una abertura inaccesiblemente estrecha en rocas de granito. Anteriormente, se conocía en una cueva cercana en la aldea de Therahalli, pero no se encuentra en esa cueva a partir de 2014. No se ha encontrado en elevaciones superiores a 570 m. El hábitat que rodea la única cueva que queda consiste en matorrales secos tropicales.

## Conservación
Actualmente está evaluado como en peligro crítico por la UICN. El murciélago nariz de hoja de Kolar se encuentra en una sola cueva y su población es de menos de 200 individuos. Su única cueva no se encuentra en terrenos protegidos y la especie en sí no está protegida por la ley india. Su hábitat está amenazado debido a la minería ilegal de granito. Los mineros de granito los expulsaron de al menos dos cuevas prendiendo fuego; los fuegos facilitan la extracción del granito. Como se informó en 2014, hubo una prohibición temporal de minería en la cueva donde todavía se encuentra esta especie. Su inclusión en peligro crítico de extinción se produjo en 2016; De 2004 – 2016, estuvo catalogado como en peligro de extinción. De 2000 – 2004 estuvo catalogado como vulnerable, y de 1996 – 2000, estuvo catalogado como de menor riesgo/casi amenazado. Hay peticiones para proteger al murciélago en virtud de la Ley de Protección de la Vida Silvestre de la India, ya que todos los murciélagos en la India se consideran alimañas con la excepción de dos especies. Sin embargo, hasta 2017, estas peticiones no han tenido éxito.